# Helina lasiophthalma
Helina lasiophthalma este o specie de muște din genul Helina, familia Muscidae. A fost descrisă pentru prima dată de Macquart în anul 1835. Conform Catalogue of Life specia Helina lasiophthalma nu are subspecii cunoscute.